# Gare de Lyon

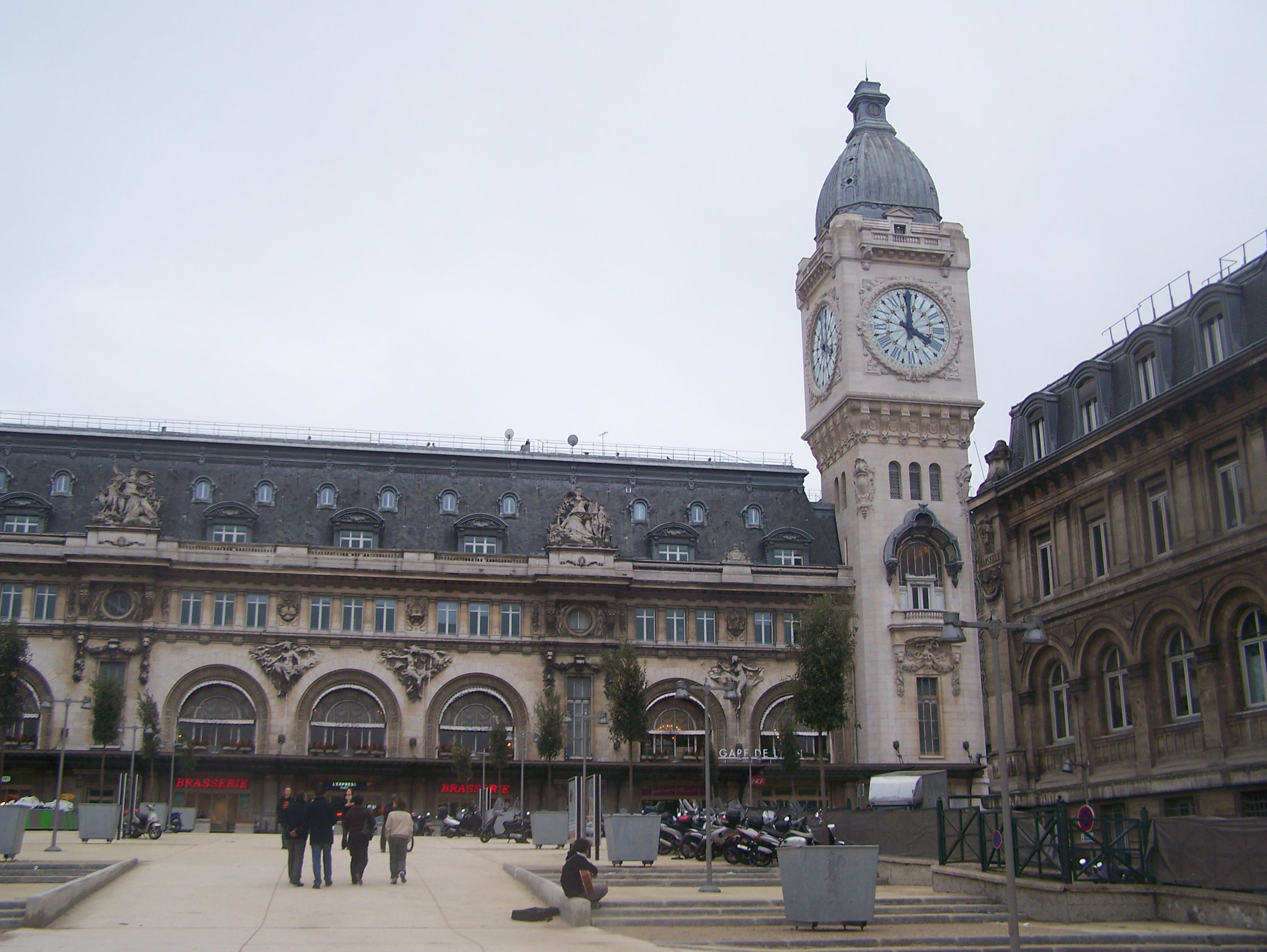
Clădirea gării și turnul cu ceas

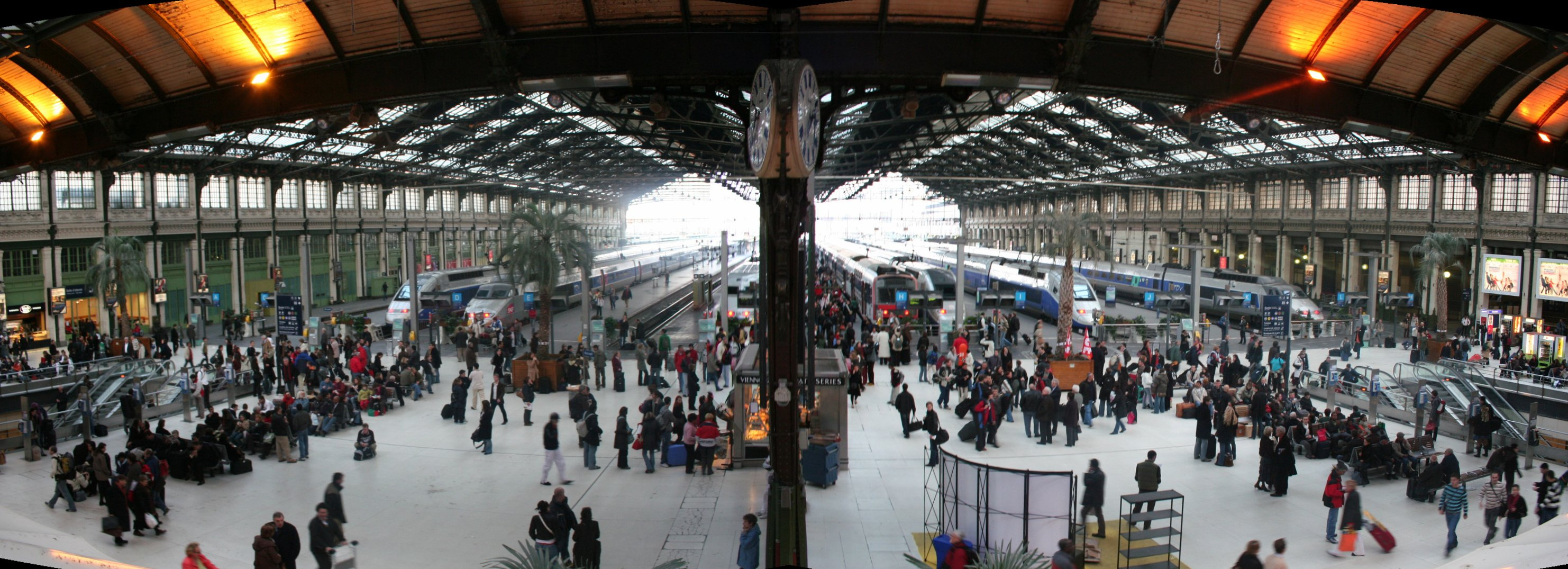
Spațiul interior al gării

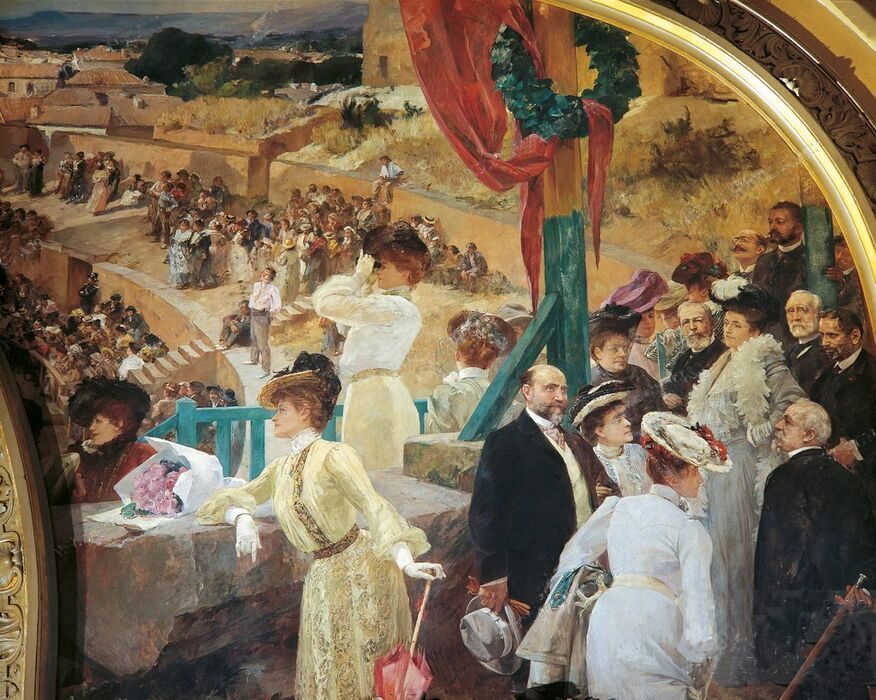
Pictură murală realizată în secolul al XIX-lea de Albert Maignan în incinta restaurantului „Le Train Bleu” din holul Gare de Lyon.

Paris-Gare de Lyon (sau Gare de Lyon) este una dintre cele șase gări majore ale Parisului. Ea este tranzitată de aproximativ 90.000.000 de pasageri în fiecare an, fiind a treia cea mai aglomerată gară din Franța și una dintre cele mai aglomerate din Europa. Aici se află punctul terminus nordic al căii ferate Paris–Marsilia. Gara este numită după orașul Lyon, stație de oprire a mai multor trenuri care se deplasează către sudul Franței. Gara este situată în arondismentul 12, pe malul de nord al râului Sena, în partea de est a Parisului.
Gara este deservită de trenuri de mare viteză (TGV) care se îndreaptă spre sudul și estul Franței, Elveția, Germania, Italia și Spania. Pe-aici trec trenuri regionale și trenuri locale RER. Aici se află și stația de metro Gare de Lyon. Trenurile de pe liniile principale pleacă de la cele 32 de peroane aflate în două hale distincte: Hala 1, care este cea mai veche, este folosită de traseele etichetate cu litere de la A la N, în timp ce Hala 2, mai modernă, conține traseele care sunt numerotate de la 5 la 23. Există și alte 4 peroane pentru trenurile RER, aflate sub liniile principale.

## Istoric
Clădirea Gare de Lyon a fost construită pentru Expoziția Universală de la Paris din 1900. Desfășurată pe mai multe niveluri, ea este considerat un exemplu clasic a arhitecturii acelor timpuri. În colțul clădirii se află un turn cu ceas asemănător ca aspect cu turnul cu ceas al Palatului Westminster, unde se află clopotul Big Ben.
În incinta clădirii se află restaurantul Le Train Bleu, care funcționează din anul 1901, servind călătorilor mâncăruri și băuturi într-un spațiu cu decorațiuni bogate.
Pe 27 iunie 1988 a avut loc aici un grav acccident: un tren rămas fără frâne s-a ciocnit la o oră de vârf de un tren ce staționa, omorând 56 de persoane și rănind alte 55 de persoane.

## Trasee feroviare
Gare de Lyon este punctul de plecare al trenurilor care se îndreaptă spre unele orașe franceze mari precum Lyon, Marsilia, Nisa, Montpellier, Perpignan, Dijon, Besançon, Mulhouse, Grenoble, dar și către mai multe destinații din Munții Alpi.
De aici pleacă și trenuri internaționale spre Italia: Torino, Milano și Veneția, spre Elveția: Geneva, Zurich, Berna, Interlaken, Lausanne și Brig, spre Germania: Freiburg im Breisgau și spre Spania: Barcelona.
Din Gare de Lyon pleacă trenuri pe următoarele rute:
- Trenul de mare viteză (TGV) Paris - Lyon
- Trenul de mare viteză (TGV) Paris - Avignon - Aix-en-Provence - Marsilia
- Trenul de mare viteză (TGV) Paris - Avignon - Aix-en-Provence - Cannes - Antibes - Nice
- Trenul de mare viteză (TGV) Paris - Lyon - Montpellier - Narbonne - Perpignan
- Trenul de mare viteză (TGV) Paris - Lyon - Montpellier - Narbonne - Perpignan - Figueres Vilafant - Girona - Barcelona
- Trenul de mare viteză (TGV) Paris - Grenoble
- Trenul de mare viteză (TGV) Paris - Bellegarde - Geneva
- Trenul de mare viteză (TGV) Paris - Bellegarde - Annemasse - Evian-les-Bains
- Trenul de mare viteză (TGV) Paris - Chambéry - Aix-les-Bains - Annecy
- Trenul de mare viteză (TGV) Paris - Chambéry - Torino - Milano
- Trenul de mare viteză (TGV) Paris - Belfort - Mulhouse - Basel - Zurich
- Trenul de mare viteză (TGV) Paris - Dijon - Basel - Berna - Interlaken
- Trenul de mare viteză (TGV) Paris - Dijon - Lausanne (- Brig)
- Trenul de mare viteză (TGV) Paris - Dijon - Neuchâtel
- Trenul de mare viteză (TGV) Paris - Dijon - Besançon - Belfort - Mulhouse - Freiburg im Breisgau
- Trenul de mare viteză (TGV) Paris - Dijon - Besançon - Belfort - Mulhouse
- Trenul de mare viteză (TGV) Paris - Dijon - Besançon-Viotte
- Trenul de mare viteză (TGV) Paris - Dijon - Chalon-sur-Saône
- Trenul de mare viteză (TGV) Paris - Lyon - Saint-Étienne
- Trenul de mare viteză (TGV) Paris - Valence - Avignon - Miramas
- Trenul de mare viteză (TGV) Paris - Chambéry - Albertville - Bourg-Saint-Maurice (iarna)
- Trenul de noapte (Thello) Paris - Milano - Verona - Padova - Veneția
- Trenul regional Paris - Montereau - Sens - Laroche-Migennes
- Trenul regional (Transilien) Paris - Melun - Moret - Nemours - Montargis
- Trenul RER Paris A Saint-Germain-en-Laye - Nanterre-Universite - La Defense - Gare de Lyon - Vincennes - Boissy-Saint-Leger
- Trenul RER Paris A Cergy le Haut - Conflans - Sartrouville - La Defense - Gare de Lyon - Paris - Val-de-Fontenay - Marne-la-Vallee (Disneyland)
- Trenul RER Paris A Poissy - Sartrouville - La Defense - Gare de Lyon - Paris - Val-de-Fontenay - Marne-la-Vallee (Disneyland)
- Trenul RER Paris D Creil - Orry-la-Ville - Goussainville - Saint Denis - Gara de Nord - Gare de Lyon - Combs-la-Ville - Melun
- Trenul RER Paris D Goussainville - Saint Denis - Gara de Nord - Gare de Lyon - Juvisy - Ris - Corbeil
- Trenul RER Paris D Châtelet - Gare de Lyon - Juvisy - Grigny - Corbeil - Malesherbes
- Trenul RER Paris D Gare de Lyon - Juvisy - Grigny - Corbeil - Melun

## Legăturile între Gare de Lyon și celelalte gări ale Parisului
Pentru Gara de Nord - se poate lua un tren RER de pe linia D către Orry-la-Ville-Coye.
Pentru Gare de l'Est - se poate merge pe jos către stația de metrou apropiată Quai de la Rapée de unde se ia un tren de pe linia 5 (care merge la nord către Bobigny - Pablo Picasso) sau se ia un tren de pe linia 1 din Lyon nord la Bastille stație și de a schimba acolo la Linia 5. Acest lucru este, de asemenea, un alt mod de a ajunge la Gare du Nord.
Pentru Gara Saint-Lazare - linia de metrou 14.
Pentru Gara Montparnasse - autobuzele de pe linia 91 merg direct acolo. Se poate lua un metrou de pe linia 14 către Châtelet și apoi se schimbă cu un metrou de pe linia 4 către Montparnasse-Bienvenüe (deși Châtelet este o stație de metrou foarte mare și complexă, legătura între cele două linii este foarte scurtă).
Pentru Gare d'Austerlitz - un drum pe jos de 5-10 minute spre sud, peste Podul Charles de Gaulle sau peste Pont d'Austerlitz, este modul cel mai rapid de a ajunge acolo.

## Gare de Lyon în filme
Această stație feroviară a apărut în următoarele filme :
- 1972 : Travels with My Aunt (film), regizat de George Cukor
- 2005 : Misterul trenului albastru, adaptarea TV a unui roman detectivistic cu Hercule Poirot, scris de Agatha Christie
- 2007 : Vacanța lui Mr. Bean, regizat de Steve Bendelack
- 2010 : The Tourist, regizat de Florian Henckel von Donnersmarck